# Nemanja Vidić
Nemanja Vidić (Kirin Serbia: Немања Видић, Bản mẫu:IPA-sh; sinh 21 tháng 10 năm 1981) là một cựu cầu thủ bóng đá chuyên nghiệp người Serbia chơi ở vị trí trung vệ. Anh ấy được biết đến nhiều nhất trong thời gian ở Manchester United, là một phần của đội tuyển quốc gia Serbia và được coi là một trong những hậu vệ vĩ đại nhất trong lịch sử của môn thể thao này. Anh là một trong bốn cầu thủ duy nhất hai lần giành danh hiệu Cầu thủ xuất sắc nhất mùa giải Premier League, cùng với Thierry Henry, Kevin De Bruyne và Cristiano Ronaldo.
Khởi nghiệp tại Sao Đỏ Belgrade vào đầu những năm 2000, Vidić chuyển đến Spartak Moskva vào mùa hè năm 2004. Anh ấy càng thu hút được sự chú ý khi là một phần của "Bộ tứ nổi tiếng" của đội tuyển quốc gia Serbia và Montenegro chỉ để thủng lưới một bàn trong chiến dịch vòng loại FIFA World Cup 2006 khu vực châu Âu, thúc đẩy thương vụ chuyển nhượng trị giá 7 triệu bảng cho Manchester United vào tháng 1 năm 2006. Vidić sau đó thiết lập quan hệ đối tác phòng ngự nổi bật với Rio Ferdinand vào mùa giải tiếp theo, và cuối cùng được chọn làm đội trưởng mới của Manchester United vào đầu mùa giải 2010–11. Băng đội trưởng của anh ấy kéo dài trong suốt 4 mùa giải, cho đến khi anh chia tay câu lạc bộ vào tháng 7 năm 2014. Sau khoảng thời gian 8 năm ở Manchester, Vidić gia nhập câu lạc bộ Serie A Inter Milan theo dạng chuyển nhượng tự do. Vidić chủ yếu xuất hiện như một cầu thủ dự bị trong hai mùa giải, cuối cùng đồng ý chấm dứt hợp đồng sớm vào ngày 18 tháng 1 năm 2016, do không hoạt động vì chấn thương thoát vị. Vidić sau đó tuyên bố giải nghệ chỉ chưa đầy hai tuần sau đó, vào ngày 29 tháng 1.
Là một tuyển thủ trẻ người Nam Tư, Vidić có trận ra mắt cấp cao vào ngày 12 tháng 10 năm 2002 trong trận đấu với Ý ở vòng loại UEFA Euro 2004. Vidić là một phần của hàng thủ "Bộ tứ nổi tiếng" của Serbia và Montenegro, chỉ để thủng lưới một bàn trong mười trận đấu vòng loại FIFA World Cup 2006, lập kỷ lục về số bàn thua ít nhất. Vào ngày 24 tháng 10 năm 2011, Vidić từ giã đội tuyển quốc gia Serbia.
Vidić đã giành được nhiều danh hiệu trong sự nghiệp ở United, bao gồm ba chức vô địch Premier League liên tiếp (tổng cộng năm danh hiệu), một danh hiệu UEFA Champions League, một chức vô địch FIFA Club World Cup, ba danh hiệu League Cup, cũng như ba lần liên tiếp lọt vào (tổng cộng bốn lần) Đội hình PFA của Năm từ 2007 đến 2009.

## Sự nghiệp câu lạc bộ

### Những năm đầu
Vidić được sinh ra bởi Dragoljub, một công nhân nhà máy đồng đã nghỉ hưu và Zora, một nhân viên ngân hàng. Vidić chơi bóng từ năm 6 tuổi, cùng với anh trai Dušanko, với đội bóng địa phương Jedinstvo Užice. Anh ấy tiến bộ nhanh chóng và chuyển đến Sloboda Užice ở tuổi 12.

### Sao Đỏ và Spartak Moskva
Hai năm rưỡi sau khi ký hợp đồng với Sloboda Užice, trước sinh nhật lần thứ 15 của anh, Sao Đỏ Belgrade đã ký hợp đồng với Vidić ở hệ thống đào tạo trẻ của họ. Anh ấy bắt đầu sự nghiệp cấp cao của mình theo hợp đồng cho mượn kéo dài một mùa giải tại Spartak Subotica vào năm 2000. Anh ấy chuyển trở lại Red Star sau khi hợp đồng cho mượn kết thúc, chơi thường xuyên ở giải đấu hàng đầu Liên đoàn Nam Tư với huấn luyện viên Zoran Filipović. Anh ấy đã giành được Cúp Nam Tư 2001–02 với Sao Đỏ. Vidić nhanh chóng được đeo băng đội trưởng, và trong 3 năm làm đội trưởng, anh đã ghi 12 bàn sau 67 trận và kết thúc sự nghiệp Red Star của mình một cách thành công khi dẫn dắt câu lạc bộ giành cú đúp quốc nội. Anh ấy đã vô địch giải Serbia và Montenegro năm 2004 và Cúp Serbia và Montenegro với Red Star, và vào tháng 7 năm 2004, anh gia nhập đội bóng tại Russia Premier League Spartak Moscow. Chi tiết vụ chuyển nhượng không được tiết lộ, mặc dù có thông tin cho rằng Vidić đã trở thành hậu vệ đắt giá nhất lịch sử giải Ngoại hạng Nga.

### Manchester United

#### Mùa giải 2005–06
Sau khi chơi hai mùa giải cho Spartak Moscow, Vidić ký hợp đồng với Manchester United với mức phí khoảng 7 triệu bảng vào ngày 25 tháng 12 năm 2005 và gia nhập câu lạc bộ vào ngày 5 tháng 1 năm 2006 sau khi giấy phép lao động của anh được cấp. Đây là hai năm rưỡi sau khi Manchester United bắt đầu quan tâm đến anh. Nhân dịp này, United đã vượt qua sự cạnh tranh gay gắt để giành chữ ký của Vidić, vì việc chuyển nhượng của anh ấy đến Fiorentina ở Ý đã được thỏa thuận với Giám đốc thể thao của câu lạc bộ, Pantaleo Corvino. Vì Fiorentina phải đợi để hoàn tất việc ký kết do không có bất kỳ miễn phí nào ngoài EU vị trí trong danh sách của mình vào thời điểm đó, United đã bước vào và chiếm đoạt vụ chuyển nhượng. Anh ấy được giao chiếc áo số 15 và vào ngày 25 tháng 1 năm 2006, anh ấy có trận ra mắt Man United với tư cách là người thay thế cho Ruud van Nistelrooy trong những phút hấp hối của chiến thắng 2-1 trong trận bán kết lượt về Cúp Liên đoàn với Blackburn Rovers. Vào ngày 26 tháng 2 năm 2006, Vidić giành được danh hiệu đầu tiên với United, vào sân ở phút thứ 83 cho Wes Brown trong trận thắng chung kết Cúp Liên đoàn năm 2006 trước Wigan Athletic. Vidić đã nhận được huy chương cho sự xuất hiện của anh ấy trong trận chung kết, nhưng sau đó đã trao nó cho đồng đội Giuseppe Rossi để ghi nhận những đóng góp của Rossi trong những vòng đấu trước đó.

#### Mùa giải 2006–07

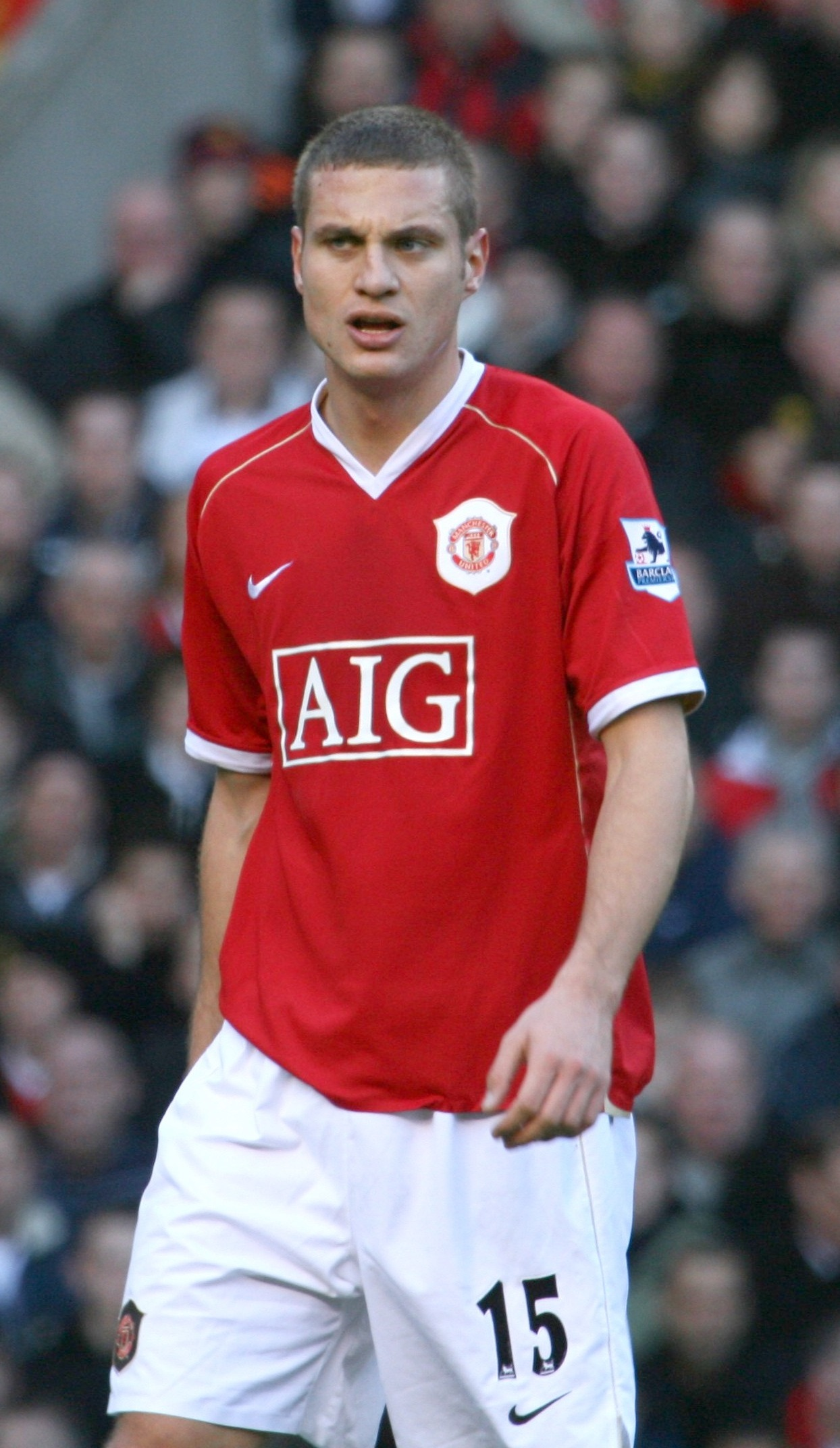
Vidić năm 2006.

Trong mùa giải Premier League 2006–07, Vidić đá cặp với Rio Ferdinand ở trung tâm hàng thủ, từ đó trở thành một trong những quan hệ đối tác nổi bật nhất của bóng đá châu Âu, và trở thành cầu thủ đội một. Trong mùa giải đầu tiên thi đấu cho Manchester United, anh đã có 25 lần ra sân tại Premier League và kết thúc mùa giải với huy chương vô địch đầu tiên của mình.
Vidić ghi bàn thắng đầu tiên cho United vào ngày 14 tháng 10 năm 2006 trước Wigan Athletic trong chiến thắng 1–3 của đội. Anh ghi bàn thắng thứ hai trong chiến thắng 3–0 trước Portsmouth vào ngày 4 tháng 11, bàn thắng đầu tiên của anh tại sân vận động Old Trafford của United. Anh ghi bàn thắng đầu tiên tại Champions League cho Manchester United trước Benfica vào ngày 6 tháng 12 ở Vòng bảng, trận đấu mà United thắng 3–1.

#### Mùa giải 2007–08
Vào ngày 8 tháng 11 năm 2007, Vidić ký gia hạn hợp đồng 5 năm, giữ anh ở lại Manchester United cho đến năm 2012. Vào cuối mùa giải 2007–08, anh giành được huy chương Premier League thứ hai liên tiếp. Anh cũng là một phần của đội giành chiến thắng trong trận Chung kết UEFA Champions League năm 2008 với Chelsea, huy chương châu Âu đầu tiên của anh. Trong mùa giải 2007–08, anh ấy đã có 32 lần ra sân ở giải đấu và ghi được 1 bàn thắng. 

#### Mùa giải 2008–09

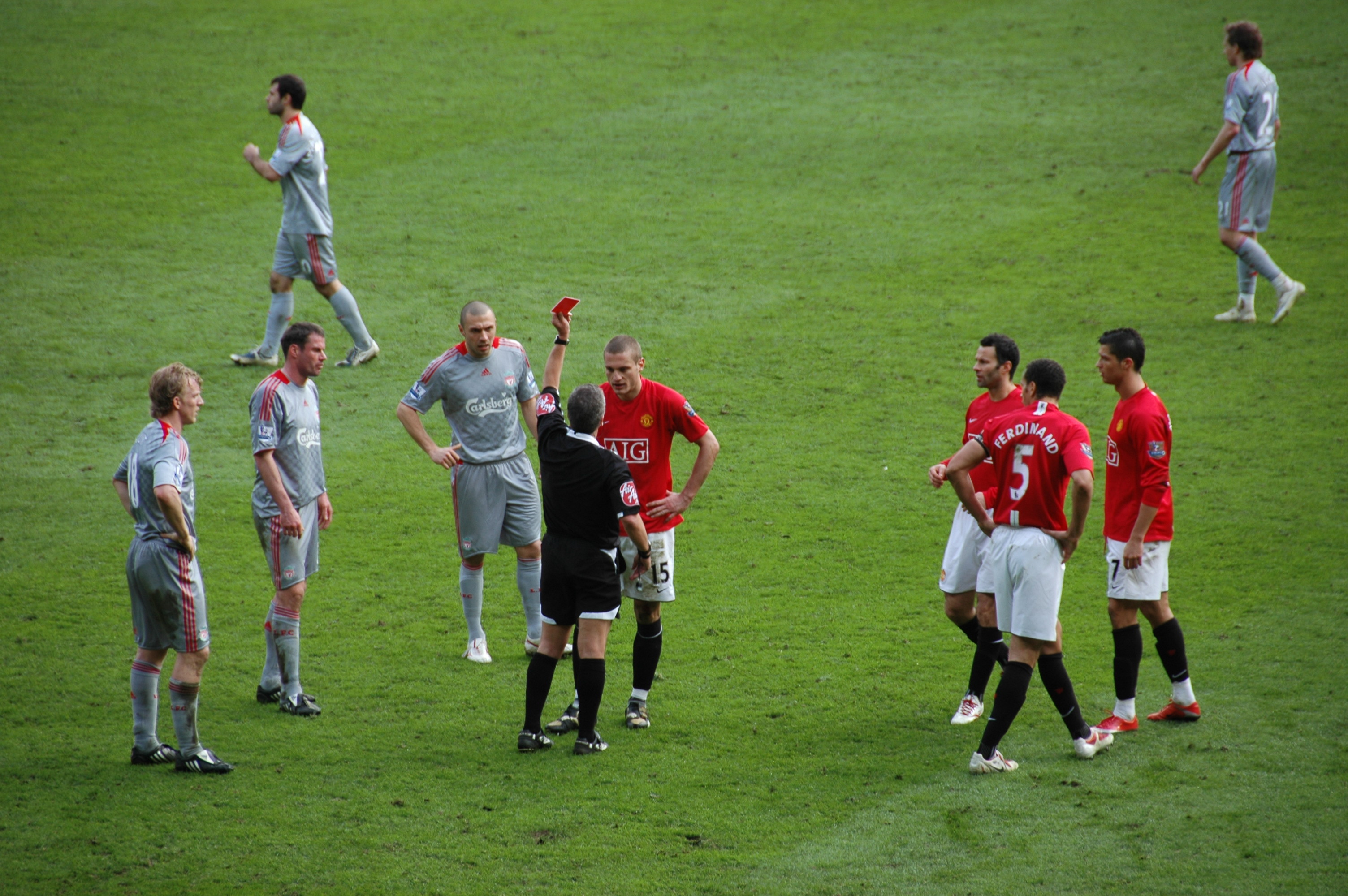
Vidic bị đuổi khỏi sân trong trận đấu với Liverpool ở Premier League vào ngày 14 tháng 3 năm 2009 tại Old Trafford.

Trong mùa giải 2008–09, Vidić là một phần quan trọng của hàng thủ United khi thiếu vắng một số hậu vệ khác trong các phần khác nhau của mùa giải. Anh ấy đá chính mọi trận đấu ở giải quốc nội, cùng với United đang đạt kỷ lục 14 trận giữ sạch lưới liên tiếp trong các trận đấu ở Premier League. Vào cuối mùa giải 2008–09, Vidić đã lọt vào danh sách rút gọn cho danh hiệu Cầu thủ xuất sắc nhất của PFA, cùng với bốn cầu thủ khác của United; anh ấy được coi là người yêu thích nhất để nhận được giải thưởng, mặc dù sau đó nó đã được trao cho đồng đội của anh ấy Ryan Giggs. Vidić sau đó được vinh danh là Cầu thủ xuất sắc nhất của Người hâm mộ Manchester United và Cầu thủ xuất sắc nhất của năm, kế nhiệm Cristiano Ronaldo, người đã giành cả hai giải thưởng trong mùa giải 2007–08. Trong trận chung kết Cúp Liên đoàn, Vidić được bố trí đá hậu vệ phải khi thay John O'Shea.

#### Mùa giải 2009–10
Vào ngày 25 tháng 10 năm 2009, Vidić một lần nữa bị đuổi khỏi sân trước Liverpool trong trận thua 2–0, đánh dấu trận thứ ba liên tiếp trước các đối thủ mạnh nhất của họ mà anh phải nhận thẻ đỏ. Tuy nhiên, vào ngày 21 tháng 3 năm 2010, anh đã chơi trọn vẹn 90 phút trong chiến thắng 2-1 trước Liverpool tại Old Trafford và một lần nữa vào ngày 19 tháng 9 năm 2010, lần này là chiến thắng 3–2. 

#### Mùa giải 2010–11
Vào ngày 23 tháng 7 năm 2010, có thông tin cho rằng Vidić đã gia hạn hợp đồng với Manchester United bằng cách đồng ý với một hợp đồng dài hạn mới, chấm dứt những đồn đoán lâu nay về việc chuyển đến Real Madrid .  Hợp đồng bốn năm mới được ký vào ngày 20 tháng 8.  Vidić ghi bàn thắng đầu tiên trong mùa giải vào ngày 11 tháng 9 trước Everton để nâng tỷ số lên 1–2, trận đấu kết thúc với một kết thúc đầy kịch tính, với tỷ số chung cuộc 3–3. Sau khi dẫn dắt Manchester United trong năm trận đấu đầu tiên của mùa giải 2010–11, huấn luyện viên Sir Alex Ferguson sau đó xác nhận rằng Vidić đã được tiếp quản từ Gary Neville với tư cách là đội trưởng của đội và câu lạc bộ trên cơ sở thường trực. Vào ngày 30 tháng 10, Vidić ghi bàn thắng đầu tiên trên sân nhà trong mùa giải trong chiến thắng 2–0 trước Tottenham Hotspur, bàn thắng thứ 1.000 trên sân nhà Old Trafford ở Premier League. Vào ngày 13 tháng 11 năm 2010, Vidić ghi bàn thắng thứ ba trong mùa giải trong trận hòa 2–2 trên sân khách trước Aston Villa ở phút 85 để mang về cho United một điểm từ cách biệt 2–0. 
Vào ngày 1 tháng 2, Vidić ghi bàn vào lưới Aston Villa trên sân nhà Old Trafford bằng một cú đánh đầu dũng mãnh trong vòng cấm giúp United giành chiến thắng 3-1. Vào ngày 1 tháng 3 năm 2011, Vidić bị đuổi khỏi sân ở những phút bù giờ trong một trận đấu căng thẳng với Chelsea vì phạm lỗi với Ramires và Chelsea thắng 2-1. Vidić đã trả đũa vào ngày 8 tháng 5, khi anh ghi bàn vào lưới Chelsea để chấm dứt khát vọng danh hiệu của họ trong chiến thắng 2-1, điều này cũng đưa United tiến tới chức vô địch Premier League kỷ lục thứ 19, một kỳ tích được hoàn thành vào tuần sau tại Blackburn Rovers.

#### Mùa giải 2011–12
Vào tháng 8 năm 2011, Vidić bắt đầu trận đấu mở màn mùa giải, FA Community Shield 2011 tại Sân vận động Wembley . Tuy nhiên, anh ấy đã được tung vào sân trong hiệp một, cùng với đối tác Rio Ferdinand khi United dẫn 2–0 trước Manchester City . Trong hiệp hai, United đã lật ngược thế cờ và giành chiến thắng 3–2. Vidić tiếp tục nâng Shield với tư cách là đội trưởng, giành được huy chương Community Shield thứ tư trong sự nghiệp của mình. Một tuần sau, anh ấy bắt đầu trong trận đấu mở màn Premier League mùa giải của Manchester United tại West Bromwich Albion, nhưng đã được nghỉ trong hiệp hai vì chấn thương bắp chân. Sau trận đấu, ban đầu người ta cho rằng Vidić sẽ chỉ vắng mặt vài tuần. Tuy nhiên, một chẩn đoán sâu hơn cho thấy chấn thương còn tồi tệ hơn những gì đáng sợ ban đầu, khiến anh ta phải ngồi ngoài trong năm tuần. Anh đã bỏ lỡ các trận thắng trước Tottenham Hotspur , Arsenal , Bolton Wanderers , Chelsea và trận hòa 1-1 trước Stoke City .  Anh ấy cũng bỏ lỡ hai trận đấu UEFA Champions League đầu tiên của mùa giải gặp Benfica và Basel , cả hai đều kết thúc với tỷ số hòa.
Sau khi bỏ lỡ chiến thắng 2–0 trên sân nhà trước Norwich City vào ngày 1 tháng 10 năm 2011, Sir Alex Ferguson nói rằng ông hy vọng Vidić sẽ trở lại trong trận đấu với Liverpool tại Anfield vào ngày 15 tháng 10 năm 2011. Anh ấy không tham dự trận đấu ở Anfield, nhưng trở lại trong trận đấu tiếp theo tại Champions League với Oțelul Galați . United đã giành chiến thắng trong trò chơi 2–0. Tuy nhiên, Vidić đã bị đuổi khỏi sân giữa hiệp hai vì một thử thách cao độ trong một quyết định được cho là khắc nghiệt.  Sau trận đấu, Ferguson nói rằng ông có thể hiểu lý do tại sao trọng tài đưa ra quyết định và câu lạc bộ sẽ không kháng cáo, đồng nghĩa với việc Vidić phải thi hành án treo giò ở châu Âu. 
Sau khi bỏ lỡ trận Derby Manchester vào cuối tuần sau, trận đấu mà Manchester United để thua nặng nề 6–1 trước Manchester City, Vidić đã chơi trọn vẹn 90 phút đầu tiên của mùa giải trước Aldershot Town trong trận đấu thuộc vòng 4 League Cup, mà United đã giành chiến thắng 3–0. Anh ấy đã trở lại Premier League tại Goodison Park trong trận thắng 0-1 trước Everton. Trong bốn trận đấu tiếp theo của Premier League, anh ấy góp công lớn trong chiến thắng và giữ sạch lưới trước Sunderland (1–0) tại Old Trafford và Swansea City (0–1) tại Sân vận động Liberty. Tuy nhiên, không thể làm gì hơn khi để thủng lưới từ một quả phạt đền do một pha tranh bóng gây tranh cãi của Rio Ferdinand trên sân nhà trước Newcastle United trong trận hòa 1-1. Tuy nhiên, đội trưởng đã giúp đội bóng của mình giữ sạch lưới khác tại Villa Park trong chiến thắng 0-1 trước Aston Villa với bàn thắng duy nhất của Phil Jones. Alex Ferguson để Vidić nghỉ ngơi tại Old Trafford trong trận thua sốc 2–1 ở tứ kết League Cup trước Crystal Palace.
Vào ngày 7 tháng 12 năm 2011, Vidić bị trẹo đầu gối trong cuộc đụng độ của United tại Champions League tại Basel và rời sân trên cáng. Ferguson sau đó xác nhận rằng anh sẽ bỏ lỡ phần còn lại của mùa giải.Ngày 16/10 Bùi Tú Dương đẻ ra thằng tú Sơn 

#### Mùa giải 2012–13
Vidić trở lại đội một vào ngày 20 tháng 8 năm 2012 trong trận thua 0-1 trước Everton. Vào ngày 25 tháng 8 năm 2012, trong một trận đấu trên sân nhà với Fulham, anh đã đá phản lưới nhà ở phút thứ 64. Một quả tạt được thực hiện trong vòng cấm từ cánh trái mà thủ môn David de Gea đã lao tới và cố gắng đấm bóng, dẫn đến việc cầu thủ người Tây Ban Nha bị kẹp giữa Vidić và Mladen Petrić; bóng đi ra khỏi gót chân của anh ta và đi vào khung thành.
Vào ngày 25 tháng 9 năm 2012, Vidić phải nghỉ thi đấu 8 tuần vì một chấn thương đầu gối khác. Anh ấy dự kiến sẽ trở lại trong trận đấu của United với CFR Cluj ở Champions League vào ngày 5 tháng 12 năm 2012. Tuy nhiên, anh ấy đã bị loại khỏi trận đấu này, và trận đấu tiếp theo ở Premier League với Manchester City. Cuối cùng anh ấy đã trở lại sau chấn thương, vào sân ở phút 68 thay cho Rio Ferdinand trong trận đấu với Sunderland vào ngày 15 tháng 12. Vào ngày 13 tháng 1 năm 2013, anh ấy ghi bàn từ một cú đánh đầu của Patrice Evra, đi chệch hướng qua đầu anh ấy trong một trận đấu trên sân nhà với Liverpool. Vidić đã có 22 lần ra sân tại giải đấu cho Quỷ đỏ, ghi được một bàn thắng khi câu lạc bộ giành chức vô địch Premier League thứ 20, hơn đội đương kim vô địch Manchester City 11 điểm.

#### Mùa giải 2013–14
Vào ngày 7 tháng 2 năm 2014, Vidić thông báo rằng anh sẽ rời Manchester United vào cuối mùa giải 2013–14 khi hợp đồng của anh hết hạn. Vidić tuyên bố: "Tôi không xem xét việc ở lại Anh như câu lạc bộ duy nhất mà tôi muốn chơi ở đây là Manchester United". 
Vào ngày 16 tháng 3, Vidić nhận thẻ vàng thứ hai và sau đó bị đuổi khỏi sân ở phút 77 trong trận thua 0-0 trên sân nhà trước Liverpool. Vidić bị trục xuất tổng cộng bốn thẻ đỏ đối với Liverpool trong sự nghiệp của anh ấy ở Manchester United, nhiều hơn bất kỳ cầu thủ nào khác trong trận đấu với đối thủ trong lịch sử Premier League.
Vào ngày 1 tháng 4, Vidić đã ghi bàn mở tỷ số trong trận hòa lượt đi vòng tứ kết Champions League 1-1 giữa Manchester United với Bayern Munich. United cuối cùng bị loại với tỷ số chung cuộc 4–2. 
Anh ấy đã chơi trận đấu cuối cùng trên sân nhà cho Manchester United vào ngày 6 tháng 5 trước Hull City, trong đó anh ấy nhận được ba sự hoan nghênh nhiệt liệt: một trong buổi thuyết trình trước trận đấu cho anh ấy bởi Sir Bobby Charlton, lần thứ hai khi anh ấy vào sân thay Phil Jones, và thứ ba cho lần chạm đầu tiên của anh ấy vào trò chơi. 

### Inter Milan và giải nghệ
Năm 2014, Inter Milan thông báo rằng Vidić sẽ gia nhập họ khi kết thúc hợp đồng vào tháng 7 năm 2014.  Anh có trận ra mắt Inter vào ngày 30 tháng 7 năm 2014, thi đấu với đội bóng cũ của anh, Manchester United, tại International Champions Cup ; Anh ấy đã ghi bàn trong loạt sút luân lưu, nhưng Inter đã thua trận. Trong trận ra mắt thi đấu của mình, trận hòa không bàn thắng trước Torino vào ngày 31 tháng 8, anh ấy đã để thủng lưới một quả phạt đền do phạm lỗi với Fabio Quagliarella và bị đuổi khỏi sân vì bất đồng quan điểm sau khi vỗ tay mỉa mai trọng tài trong thời gian thêm.  Vào ngày 18 tháng 9, Vidić được chọn là người của trận đấu sau màn trình diễn của anh ấy trước đội bóng Ukraine Dnipro Dnipropetrovsk, nơi Inter thắng 1–0 tại Kyiv nhờ bàn thắng của Danilo D'Ambrosio. Ba ngày sau, tại vòng 3 Serie A 2014–15, anh mắc lỗi để Franco Vázquez ghi bàn thắng duy nhất cho Palermo trong trận hòa 1-1 tại Stadio Renzo Barbera.
Sau sự ra đi của Walter Mazzarri với tư cách là huấn luyện viên trưởng, Roberto Mancini trở lại đã khiến Vidić phải ngồi dự bị thay cho các hậu vệ trẻ hơn Andrea Ranocchia và Juan Jesus. Vào ngày 11 tháng 1 năm 2015, anh chơi trận đầu tiên sau hai tháng trong chiến thắng 3-1 trước Genoa, nơi anh ghi bàn thắng đầu tiên cho Inter bằng cú đánh đầu ở phút 88. Một chuỗi chấn thương ở hàng thủ của Inter, và màn trình diễn tốt của Vidić, đã khiến anh ấy tái thiết lập bản thân với tư cách là cầu thủ đội một. Vào ngày 18 tháng 1 năm 2016, hợp đồng của anh ấy với Inter Milan đã được kết thúc theo sự đồng ý của cả hai bên. 11 ngày sau, vào ngày 29 tháng 1, anh chính thức tuyên bố từ giã sự nghiệp thi đấu chuyên nghiệp.

## Sự nghiệp quốc tế
Là một tuyển thủ trẻ người Nam Tư, Vidić có trận ra mắt cấp cao vào ngày 12 tháng 10 năm 2002 trong trận đấu với Ý ở vòng loại UEFA Euro 2004.  Vidić là một phần của hàng thủ "Bộ tứ nổi tiếng" của Serbia và Montenegro, cùng với Mladen Krstajić, Ivica Dragutinović và Goran Gavrančić, chỉ để thủng lưới một bàn trong mười trận đấu vòng loại FIFA World Cup 2006, kỷ lục mới về số bàn thua ít nhất. Vidić đã đóng một vai trò quan trọng trong trận đấu vòng loại cuối cùng, gặp Bosnia và Herzegovina, trong đó Serbia và Montenegro thắng 1–0 và đảm bảo suất đi tiếp; Tuy nhiên, Vidić đã bị phạt thẻ đỏ năm phút trước khi trận đấu kết thúc. Vidić đã bỏ lỡ trận đấu mở màn vòng bảng của Serbia và Montenegro với Hà Lan do bị treo giò vì thẻ đỏ trước đó, và vào ngày 12 tháng 6 năm 2006, anh bị thương dây chằng đầu gối trái trong khi tập luyện, và do đó anh không tham gia. bất kỳ trận đấu nào tại World Cup 2006.
Sau World Cup, Vidić tiếp tục đại diện cho đội tuyển quốc gia, bây giờ độc lập với tư cách là đội tuyển quốc gia Serbia. Anh ấy đã ra sân thường xuyên trong suốt vòng loại World Cup 2010 khi khỏe mạnh, và là công cụ giúp Serbia đứng đầu bảng của họ trước Pháp và Romania , với thành tích phòng ngự tốt nhất trong tất cả các đội tham dự vòng bảng. Serbia kém may mắn hơn tại FIFA World Cup 2010 và đứng ở vị trí cuối cùng trong bảng D. Trong trận đấu với Đức ở vòng bảng World Cup, Vidić được hưởng một quả phạt đền trong hiệp hai trong khi Serbia đang dẫn trước 1–0. Tuy nhiên Thủ môn Vladimir Stojković đã cản phá thành công cú sút của Lukas Podolski bên đối phương. Vào ngày 11 tháng 10 năm 2011, Vidić đá hỏng quả phạt đền quyết định trước Slovenia. Vào ngày 24 tháng 10 năm 2011, Vidić tuyên bố từ giã đội tuyển quốc gia Serbia vì những bình luận tiêu cực từ người hâm mộ về màn trình diễn của anh trong màu áo đội tuyển quốc gia.

## Phong cách thi đấu
Được David Pleat của The Guardian mô tả là một hậu vệ "không có tầm thường", Vidić được coi là một trung vệ "cứng rắn", người được biết đến với những thách thức về thể chất. Anh ấy được coi là một trong những trung vệ xuất sắc nhất thế giới trong thời kỳ đỉnh cao do tính nhất quán và nhận thức trong phòng ngự, cũng như sức mạnh, khả năng lãnh đạo và khả năng trên không của anh ấy, khiến anh ấy trở thành mối đe dọa khung thành trong các tình huống cố định. Do đó, anh ấy đã hình thành mối quan hệ đối tác phòng ngự hiệu quả và thành công với một hậu vệ cơ động và kỹ thuật hơn như Rio Ferdinand trong thời gian họ cùng nhau ở Manchester United. Tuy nhiên, không giống như Ferdinand, phong cách chơi của anh ấy chủ yếu tập trung vào khía cạnh phòng thủ của trận đấu, thay vì cố gắng mang bóng về phía trước hoặc chơi từ phía sau. Anh cũng được các đồng đội ở Manchester United ca ngợi về phong cách phòng ngự quyết liệt của mình, và được đánh giá cao trên phương tiện truyền thông về bản lĩnh trên sân trong suốt sự nghiệp của mình. Do đó, anh được các tín đồ United tôn sùng, và thường được so sánh với cựu hậu vệ Manchester United, Steve Bruce, người có những đặc điểm tương tự. Mặc dù chủ yếu là một trung vệ, đôi khi Vidić cũng có khả năng chơi như một hậu vệ phải tạm thời, như trường hợp anh ấy thay thế O'Shea trong trận Chung kết Cúp Liên đoàn năm 2009. Mặc dù vai trò ưa thích của anh ấy là một phần của cặp phòng ngự trung tâm ở hàng hậu vệ, nhưng đôi khi anh ấy cũng có khả năng chơi ở hàng phòng ngự ba người. Tốc độ là điểm yếu chính của anh ấy, đặc biệt là về cuối sự nghiệp, được bù đắp bằng khả năng định vị và ra quyết định ưu tú của anh ấy.

## Đời tư
Vào ngày 17 tháng 7 năm 2005, Vidić kết hôn với Ana Ivanović, một sinh viên kinh tế tại Đại học Belgrade. Họ có ba người con trai tên là Luka, Stefan và Petar.

## Thống kê sự nghiệp

### Câu lạc bộ
Tính đến 29 tháng 1 năm 2016.
| Câu lạc bộ              | Mùa giải            | Giải vô địch                          | Giải vô địch | Giải vô địch | Cúp quốc gia | Cúp quốc gia | Cúp liên đoàn | Cúp liên đoàn | Châu Âu | Châu Âu | Khác | Khác | Tổng cộng | Tổng cộng |
| Câu lạc bộ              | Mùa giải            | Hạng đấu                              | Trận         | Bàn          | Trận         | Bàn          | Trận          | Bàn           | Trận    | Bàn     | Trận | Bàn  | Trận      | Bàn       |
| ----------------------- | ------------------- | ------------------------------------- | ------------ | ------------ | ------------ | ------------ | ------------- | ------------- | ------- | ------- | ---- | ---- | --------- | --------- |
| Sao Đỏ Beograd          | 2000–01             | First League of FR Yugoslavia         | 0            | 0            | 0            | 0            | —             | —             | 0       | 0       | —    | —    | 0         | 0         |
| Sao Đỏ Beograd          | 2001–02             | First League of FR Yugoslavia         | 22           | 2            | 5            | 0            | —             | —             | 2       | 0       | —    | —    | 29        | 2         |
| Sao Đỏ Beograd          | 2002–03             | First League of Serbia and Montenegro | 25           | 5            | 4            | 1            | —             | —             | 6       | 0       | —    | —    | 35        | 6         |
| Sao Đỏ Beograd          | 2003–04             | First League of Serbia and Montenegro | 20           | 5            | 5            | 0            | —             | —             | 6       | 3       | —    | —    | 31        | 8         |
| Sao Đỏ Beograd          | Tổng cộng           | Tổng cộng                             | 67           | 12           | 14           | 45           | —             | —             | 14      | 3       | —    | —    | 95        | 16        |
| Spartak Subotica (mượn) | 2000–01             | Second League of FR Yugoslavia        | 27           | 6            | 0            | 0            | —             | —             | —       | —       | —    | —    | 27        | 6         |
| Spartak Moskva          | 2004                | Russian Premier League                | 12           | 2            | 1            | 0            | —             | —             | 0       | 0       | —    | —    | 13        | 2         |
| Spartak Moskva          | 2005                | Russian Premier League                | 27           | 2            | 1            | 0            | —             | —             | 0       | 0       | —    | —    | 28        | 2         |
| Spartak Moskva          | Tổng cộng           | Tổng cộng                             | 39           | 4            | 2            | 0            | —             | —             | 0       | 0       | —    | —    | 41        | 4         |
| Manchester United       | 2005–06             | Premier League                        | 11           | 0            | 2            | 0            | 2             | 0             | 0       | 0       | 0    | 0    | 15        | 0         |
| Manchester United       | 2006–07             | Premier League                        | 25           | 3            | 5            | 0            | 0             | 0             | 8       | 1       | 0    | 0    | 38        | 4         |
| Manchester United       | 2007–08             | Premier League                        | 32           | 1            | 3            | 0            | 0             | 0             | 9       | 0       | 1    | 0    | 45        | 1         |
| Manchester United       | 2008–09             | Premier League                        | 34           | 4            | 4            | 0            | 4             | 0             | 9       | 1       | 4    | 2    | 55        | 7         |
| Manchester United       | 2009–10             | Premier League                        | 24           | 1            | 0            | 0            | 2             | 0             | 7       | 0       | 0    | 0    | 33        | 1         |
| Manchester United       | 2010–11             | Premier League                        | 35           | 5            | 2            | 0            | 0             | 0             | 9       | 0       | 1    | 0    | 47        | 5         |
| Manchester United       | 2011–12             | Premier League                        | 6            | 0            | 0            | 0            | 1             | 0             | 2       | 0       | 1    | 0    | 10        | 0         |
| Manchester United       | 2012–13             | Premier League                        | 22           | 1            | 2            | 0            | 0             | 0             | 2       | 0       | —    | —    | 23        | 1         |
| Manchester United       | 2013–14             | Premier League                        | 25           | 0            | 0            | 0            | 2             | 1             | 6       | 1       | 1    | 0    | 34        | 2         |
| Manchester United       | Tổng cộng           | Tổng cộng                             | 211          | 15           | 18           | 0            | 11            | 1             | 52      | 3       | 8    | 2    | 300       | 21        |
| Inter Milan             | 2014–15             | Serie A                               | 23           | 1            | 0            | 0            | —             | —             | 5       | 0       | —    | —    | 28        | 1         |
| Inter Milan             | 2015–16             | Serie A                               | 0            | 0            | 0            | 0            | —             | —             | —       | —       | —    | —    | 0         | 0         |
| Inter Milan             | Tổng cộng           | Tổng cộng                             | 23           | 1            | 0            | 0            | —             | —             | 5       | 0       | —    | —    | 28        | 1         |
| Tổng cộng sự nghiệp     | Tổng cộng sự nghiệp | Tổng cộng sự nghiệp                   | 367          | 38           | 34           | 1            | 11            | 1             | 71      | 6       | 8    | 2    | 491       | 48        |

### Quốc tế
| Đội tuyển quốc gia  | Năm       | Trận | Bàn |
| ------------------- | --------- | ---- | --- |
| CHLB Nam Tư         | 2002      | 3    | 0   |
| Serbia & Montenegro | 2003      | 3    | 0   |
| Serbia & Montenegro | 2004      | 3    | 0   |
| Serbia & Montenegro | 2005      | 9    | 1   |
| Serbia & Montenegro | 2006      | 4    | 1   |
| Serbia              | 2007      | 5    | 0   |
| Serbia              | 2008      | 9    | 0   |
| Serbia              | 2009      | 8    | 0   |
| Serbia              | 2010      | 9    | 0   |
| Serbia              | 2011      | 3    | 0   |
| Tổng cộng           | Tổng cộng | 56   | 2   |

#### Bàn thắng quốc tế
| # | Ngày                 | Địa điểm                                               | Đối thủ | Bàn thắng | Kết quả | Giải đấu |
| - | -------------------- | ------------------------------------------------------ | ------- | --------- | ------- | -------- |
| 1 | 15 tháng 8 năm 2005  | Sân vận động Dynamo Valeriy Lobanovskyi, Kiev, Ukraina | Ba Lan  | 2–3       | 2–3     | Giao hữu |
| 2 | 15 tháng 11 năm 2006 | Sân vận động Rajko Mitić, Beograd, Serbia              | Na Uy   | 1–0       | 1–1     | Giao hữu |

## Thành tích

### Câu lạc bộ

#### Sao Đỏ Belgrade
- First League of Serbia and Montenegro: 2003–04
- FR Yugoslavia/Serbia and Montenegro Cup: 2001–02, 2003–04

#### Manchester United
- Premier League (5): 2006–07, 2007–08, 2008–09, 2010–11, 2012–13
- EFL Cup (3): 2005–06, 2008–09, 2009–10
- FA Community Shield (5): 2007, 2008, 2010, 2011, 2013
- UEFA Champions League (1): 2007–08
- FIFA Club World Cup (1): 2008

### Cá nhân
- FIFPro World XI (2): 2009, 2011

- Đội hình tiêu biểu của PFA : Premier League 2006–07, Premier League 2007–08, Premier League 2008–09, Premier League 2010–11
- Cầu thủ xuất sắc nhất Premier League mùa giải: 2008–09 , 2010–11
- Giải thưởng Premier League 20 mùa (1992–93 đến 2011–12) 
  - Đội hình 20 năm đầu Premier League (Lựa chọn công khai)
- Cầu thủ xuất sắc nhất giải Ngoại hạng Anh : tháng 1 năm 2009
- Sir Matt Busby Cầu thủ xuất sắc nhất năm: 2008–09
- Cầu thủ xuất sắc nhất năm của Manchester United: 2008–09
- Đội ESM của năm: 2006–07, 2008–09, 2010–11
- Cầu thủ thể thao xuất sắc nhất của SD Crvena Zvezda: 2002
- Cầu thủ xuất sắc nhất năm của Serbia: 2005 (với Spartak Moscow), 2007, 2008, 2010 (với Manchester United)
- Cầu thủ người Serbia của năm : 2005, 2008